# Paul Hankamer
Paul Johannes August Hankamer (* 11. Februar 1891 in Wesel; † 29. Juni 1945 in München) war ein deutscher Literaturhistoriker, Universitätsprofessor und Germanist.

## Leben
Hankamer war Sohn des Chefredakteurs der Essener Volkszeitung, Wilhelm Hankamer (1858–?) und seiner Ehefrau Magdalene, geborene Heix (1861–?). Nach der Volksschule besuchte er das Dominikanergymnasium in Venlo und machte sein Abitur 1909 in Essen. Er studierte von 1910 bis 1914 an den Universitäten in Heidelberg, Berlin und Bonn Germanistik, Geschichte und Philosophie. Noch vor Ausbruch des Ersten Weltkriegs legte er 1914 im Rahmen der Doktorprüfung in Bonn sein Rigorosum bei Berthold Litzmann ab, wurde aber erst nach Beendigung seines Kriegsdienstes 1919 promoviert. Schon 1920 folgte seine Habilitation, ehe er 1925 außerordentlicher Professor zunächst in Bonn und 1928 an der Universität in Köln wurde. 1932 erhielt er einen Lehrstuhl für neue deutsche Literaturgeschichte an der Universität in Königsberg, der ihm 1936 von der nationalsozialistischen Hochschulleitung aus politischen Gründen genommen wurde. Er lebte von 1936 bis 1945 in Solln bei München, wo er kurz nach Kriegsende noch eine Schussverletzung erlitt, der er wenig später erlag.
Er war zeitweise verheiratet mit Edda Tille-Hankamer, die am 1. Oktober 1938 über Rotterdam in die USA emigrierte.

## Leistung
Hankamer gilt bis heute als einer der ersten Literaturwissenschaftler, der die deutsche Literatur des Barock zum Gegenstand seiner Forschungen machte. Nach der Rezeption der Dichtungen Stefan Georges beeindruckt und durch seine enge Verbundenheit mit dem Theologen Fritz Tillmann und dem Kunsthistoriker Wilhelm Worringer darin bestärkt, hält er die Spannung zwischen Katholizität und dem Geist George’scher Dichtung für eine Basis, die Möglichkeiten eines christlichen Humanismus zu entfalten und in seinen zahlreichen Arbeiten zur neueren deutschen Literatur zu interpretieren.
Sein Hauptwerk Deutsche Gegenreformation und deutsches Barock. (1935, 3. Auflage 1964), stellt in seinem methodisch umfassenden Ansatz den ersten großen Versuch dar, aus dem Geistesleben und der Formensprache dieser Epoche ein geschichtliches Gesamtbild des Barock zu entwerfen. Darüber hinaus entstehen zahlreiche Aufsätze, unter anderem zu Görres, Lessing, Goethe, Grabbe, Stifter und Thomas Mann. Durch den Verlust seiner Professur gezwungen, publiziert er – soweit noch möglich – zu kulturpolitischen und literarhistorischen Themen in der Rheinischen Volkszeitung, der Vossischen Zeitung, der Neuen Zürcher Zeitung, der Rhein-Main Volkszeitung und der Frankfurter Zeitung.
Noch vor Beginn des Zweiten Weltkriegs war unter dem Pseudonym Peter Hergenbrecht sein biographischer Roman Vorabend (1939, 3. Auflage 1940) erschienen, der die Jugend Hankamers vor 1914 reflektiert. Ebenfalls pseudonym erschien sein erst posthum veröffentlichter, historischer Roman Der Mantel des Ratsherrn (1954).

## Werke (Auswahl)
- Zacharias Werner. Ein Beitrag zur Darstellung des Problems der Persönlichkeit in der Romantik, Cohen, Bonn 1920
- Das geistliche Drama. Dr. Filser & Co., Augsburg 1921
- Jakob Böhme. F. Cohen, Bonn 1924
- Das Böhme-Lesebuch – Jacob Böhme (Hrsg.), Verlag d. Bühnenvolksbundes, Berlin 1925
- Die Sprache, ihr Begriff und ihre Deutung im 16. u. 17. Jahrhundert. F. Cohen, Bonn 1927
- Deutsche Literaturgeschichte. Buchgemeinde, Bonn 1930, 3. Auflage 1952
- Deutsche Gegenreformation und deutsches Barock. Die deutsche Literatur im Zeitraum des 17. Jahrhunderts Metzler, Stuttgart 1935, 4. Auflage 1976
- Peter Hergenbrecht (Pseudm.): Vorabend, 1939, (3. Auflage 1940)
- Spiel der Mächte. Ein Kapitel aus Goethes Leben und Goethes Welt, Tübingen 1943
- Peter Hergenbrecht (Pseudm.): Der Mantel des Ratsherrn, 1954